# Buggingen
Buggingen là một xã trong huyện Breisgau-hochschwarzwald bang Baden-Württemberg phía nam Đức. Đô thị này nằm giữa thung lũng Rhine và rừng Đen tại rìa bắc của Markgräflerland. Buggingen có diện tích 15,31 km², dân số thời điểm 31 tháng 12 năm 2020 là 4412 người.
Khu vực này có nhiều vườn nho, là một vùng chủ yếu là nông nghiệp.